# Pheugopedius
Pheugopedius är ett fågelsläkte i familjen gärdsmygar inom ordningen tättingar med 13 arter som förekommer från Mexiko till sydvästra Brasilien och norra Paraguay:
- Sothuvad gärdsmyg (P. spadix)
- Svartbukig gärdsmyg (P. fasciatoventris)
- Drillgärdsmyg (P. euophrys)
- Colángärdsmyg (P. schulenbergi)
- Inkagärdsmyg (P. eisenmanni)
- Andinsk gärdsmyg (P. mystacalis)
- Mustaschgärdsmyg (P. genibarbis)
- Corayagärdsmyg (P. coraya)
- Rostbröstad gärdsmyg (P. rutilus)
- Fläckbröstad gärdsmyg (P. maculipectus)
- Marmorgärdsmyg (P. sclateri)
- Västmexikansk gärdsmyg (P. felix)
- Svartstrupig gärdsmyg (P. atrogularis)